# Southmont (Carolina del Norte)
Southmont es un lugar designado por el censo del condado de Davidson  en el estado estadounidense de Carolina del Norte.